# پاتریک کندی
پاتریک کندی (انگلیسی: Patrick Kennedy؛ زادهٔ ۲۶ اوت ۱۹۷۷) بازیگر اهل بریتانیا است. وی دانش‌آموختۀ آکادمی موسیقی و هنرهای نمایشی لندن است و از سال ۲۰۰۲ میلادی تاکنون مشغول فعالیت بوده‌است.
او بابت هنرنمایی در مجموعهٔ تلویزیونیِ امپراتوری بوردواک نامزد دریافت جایزه انجمن بازیگران فیلم شد.

## گزیدهٔ آثار

### سینما
- آقای هولمز (۲۰۱۵)
- دزدان دریایی کارائیب: سوار بر امواج ناشناخته (۲۰۱۱)
- اسب جنگی (۲۰۱۱)
- آخرین ایستگاه (۲۰۰۹)
- کفاره (۲۰۰۷)
- یک سال خوب (۲۰۰۶)
- مونیخ (۲۰۰۵)
- خانم هندرسون تقدیم می‌کند (۲۰۰۵)

### تلویزیون
- دانتون ابی (۲۰۱۳)
- امپراتوری بوردواک (۲۰۱۲)
- تله‌فیلم ۳۹ پله (۲۰۰۸)
- تله‌فیلم انیشتین و ادینگتون (۲۰۰۸)
- ماموران مخفی (۲۰۰۲)